# شورآباد (جماعت)
شوراآباد جماعت و شهرکی در جنوب غربی کشور تاجیکستان است که در ناحیهٔ شورآباد ولایت ختلان قرار دارد. جمعیت این جماعت ۸۰۹۹ است.

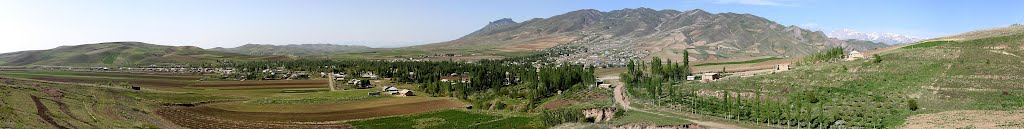
نمای از شهر شوراآباد,Намоӣ аз шаҳри шӯрообод